# Шарль-Ру, Франсуа
Франсуа Шарль-Ру (фр. François Charles-Roux; 19 ноября 1879 — 26 июня 1961) — французский историк и дипломат. Член Института Франции.

## Биография
Сын судовладельца и президента Компании Суэцкого канала. Окончил юридический и филологический факультеты, получил высшее образование в области истории и географии в Парижском университете. Затем, Институт политических исследований в Париже, после чего в 1902 году был принят на дипломатическую службу. Работал в Париже (в частности, в качестве инспектора дипломатических и консульских учреждений), атташе в посольствах в Санкт-Петербурге (1902—1904), Стамбуле (1905—1906), Каире (1907—1911), Лондоне (1912—1915) и Риме (1916—1923), был послом Франции в Чехословакии (1926—1932), затем в Ватикане (1932—1940).
В 1934 году, благодаря его работам по истории, был избран членом Академии моральных и политических наук.
В мае 1940 года сменил Алексиса Леже на посту генерального секретаря Министерства иностранных дел Франции, однако в октябре, покинул свой пост.
После Второй мировой войны был решительным сторонником сохранения французской колониальной системы,
Работал председателем Центрального комитета министерства заморских территорий Франции. С 1948 по 1956 год — президент компании Суэцкого канала.
Лауреат Монтионовской премии по литературе (1910) и Премии Французской Академии (1922).
Его дочь — Эдмонда Шарль-Ру, писательница.

## Избранные публикации
- Les Échelles de Syrie et de Palestine au dix-huitième siècle (1907)
- La Production du coton en Égypte (1908)
- Les Origines de l’expédition d'Égypte (1910) — Монтионовской премии
- Alexandre II, Gortchakoff et Napoléon III (1913)
- L’Expedition des Dardanelles au jour le jour (1920)
- Autour d’une route. L’Angleterre. L’Isthme de Suez et l'Égypte au xviiie siècle (1922) — Премия Французской Академии
- L’Isthme de Suez et les rivalités européennes au xvie siècle (1924)
- L’Angleterre et l’expédition française en Égypte (2 volumes, 1925)
- Le Projet français de commerce avec l’Inde par Suez sous le règne de Louis XVI (1926)
- Trois ambassades françaises à la veille de la guerre (1928)
- Le Projet français de conquête de l’Egypte sous le règne de Louis XVI (1929)
- Bonaparte et la Tripolitaine (1929)
- Les Travaux d’Herculais ou Une extraordinaire mission en Barbarie (1929)
- France et Afrique du Nord avant 1930. Les Précurseurs de la conquête (1932)
- Bonaparte, gouverneur d'Égypte (1936)
- France et chrétiens d’Orient (1939)
- Huit ans au Vatican, 1932—1940 (1947)
- La Paix des Empires centraux (1947)
- Cinq mois tragiques aux Affaires étrangères (21 mai — 1er novembre 1940) (1949)
- Thiers et Méhémet Ali (1951)
- Rome, asile des Bonaparte (1952)
- Souvenirs diplomatiques d’un âge révolu, Saint-Pétersbourg, 1902—1904, Paris, 1904, Constantinople, 1905—1907, Le Caire, 1907—1912, Londres, 1912—1914 (1956)
- Souvenirs diplomatiques. Rome-Quirinal, février 1916-février 1919 (1958)
- Souvenirs diplomatiques. Une grande ambassade à Rome. 1919—1925 (1961)